# Château de Berejany
Le château de Berejany (Бережанський замок) est une forteresse ukrainienne, autour de laquelle la ville moderne de Berejany s’est développée.

## Historique
La forteresse a été construite entre 1534 et 1554 pour servir de résidence principale à Mikołaj Sieniawski, entre deux bras de la rivière Zolota Lypa, en suivant le système défensif imaginé par Guillaume le Vasseur de Beauplan.

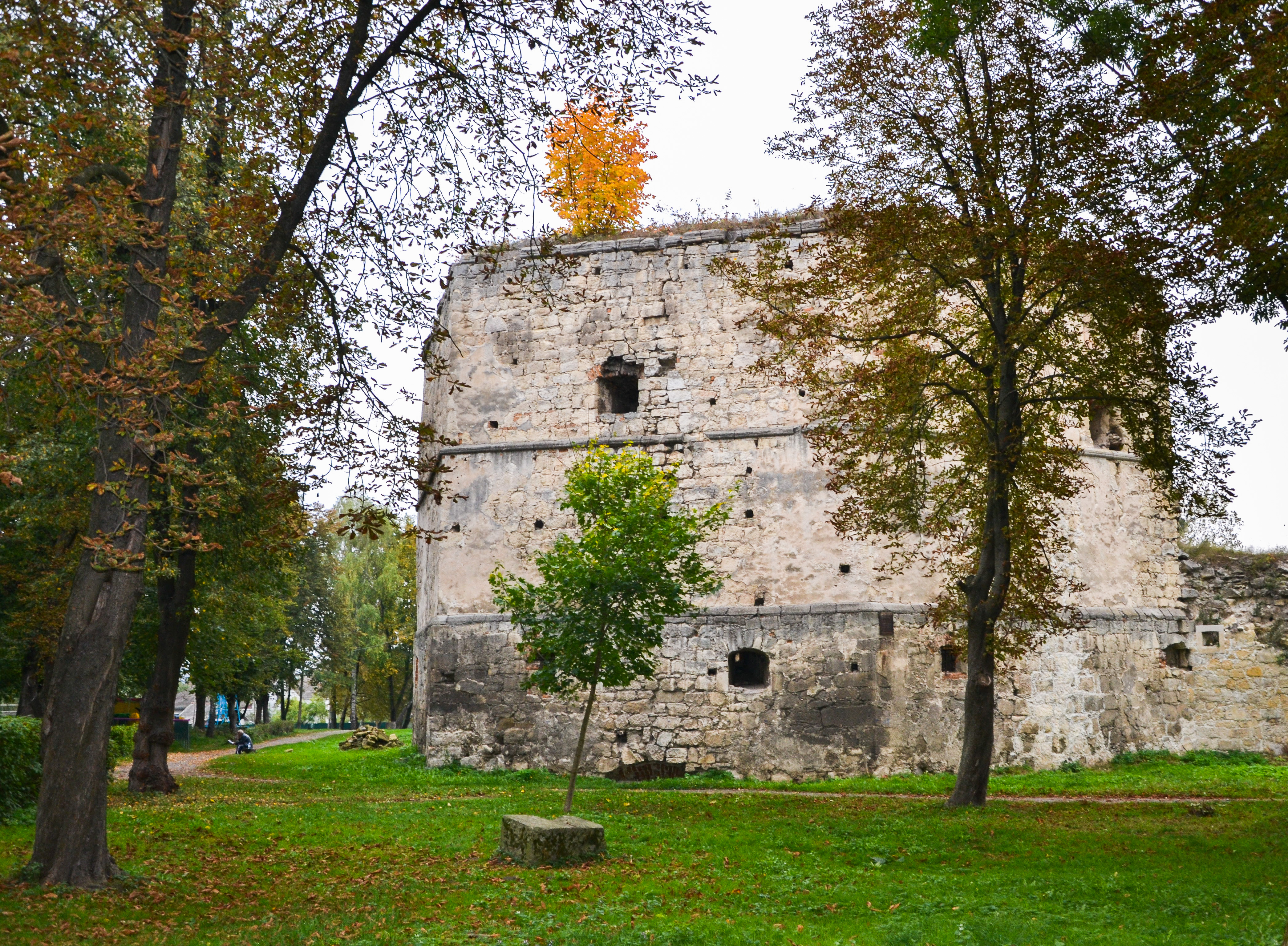
Sous les murs du château.
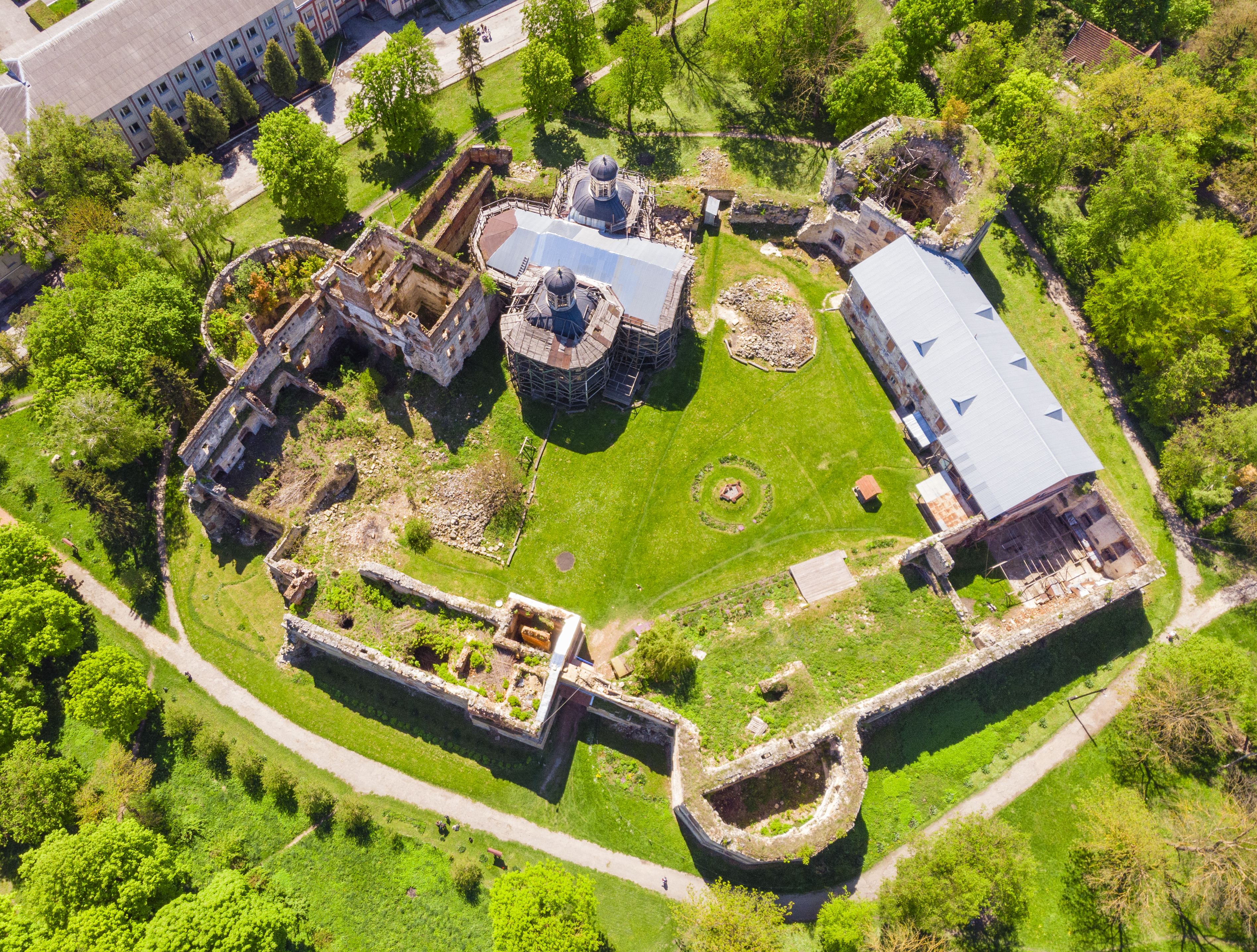
Vue aérienne en 2019

En 1570, puis dans les années 1630, les fortifications du château ont été étendues. Il était si bien fortifié que les cosaques de Bohdan Khmelnytsky (à partir de 1648) n’ont pas réussi à le prendre. En 1655, le château a été remis aux Suédois sans combattre. La communauté juive locale a été chargée de l’entretien et la maintenance des murs en 1667. Les Turcs échouent à leur tour à le prendre en 1675.
En 1726, le château passa à la famille Czartoryski par mariage. On trouve parmi ses propriétaires les princes Lubomirski (1778) et les comtes Potocki (1816). Ils ont pris peu de soin du château, et il est totalement tombé en ruines.
Le château a également été endommagé pendant la Première Guerre mondiale, ainsi que l’église de style gothique tardif de 1554 ; cette dernière contient un certain nombre de tombeaux sculptés de la famille Sieniawski, réalisés par Jan Pfister (uk) et d’autres grands artistes polonais des XVIe et XVIIe siècles.

### Église de La Trinité
Elle est aussi classée au Registre national des monuments immeubles d'Ukraine.

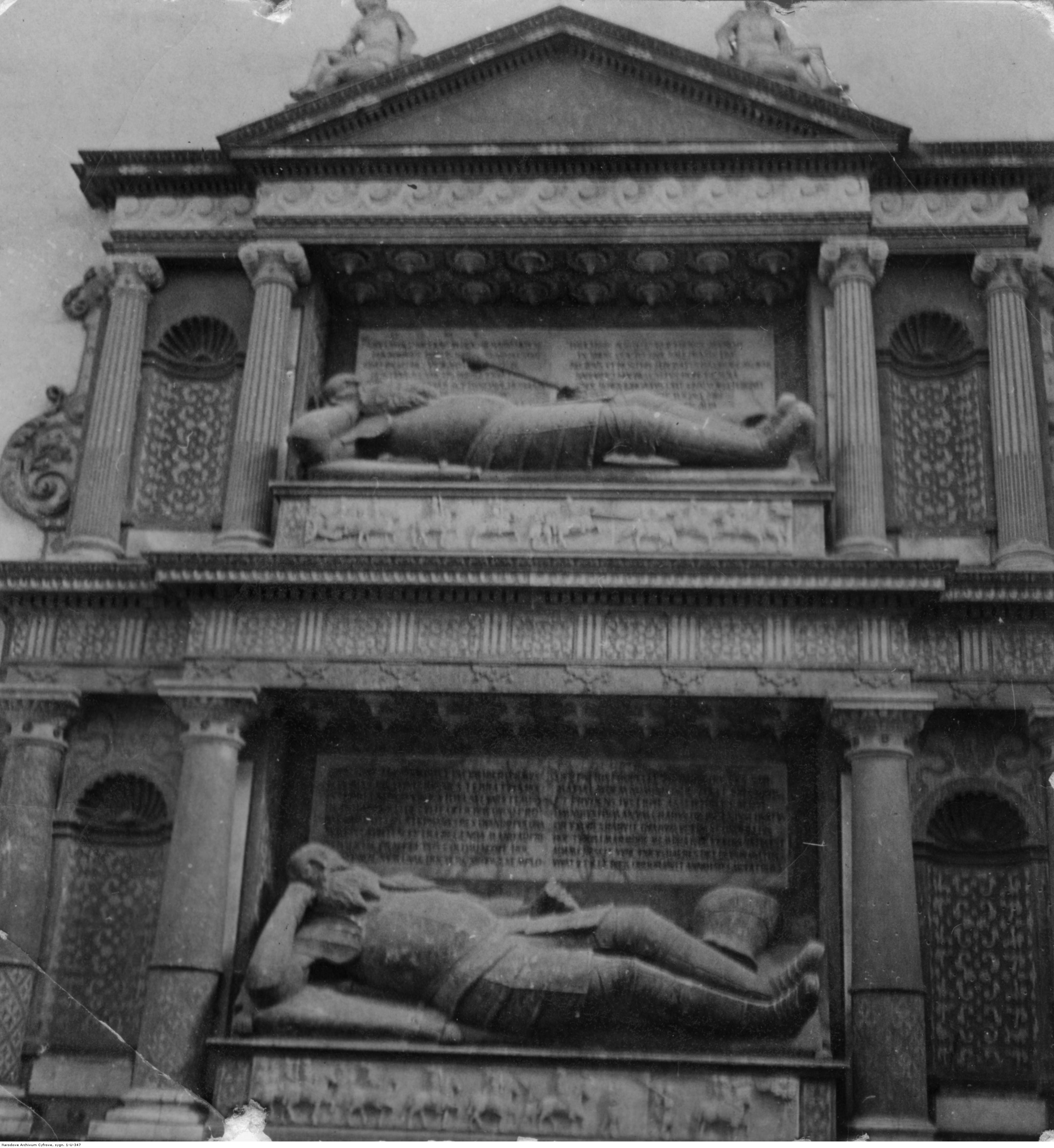
Gisants de Mikołaj Sieniawski et son fils Hiéroym
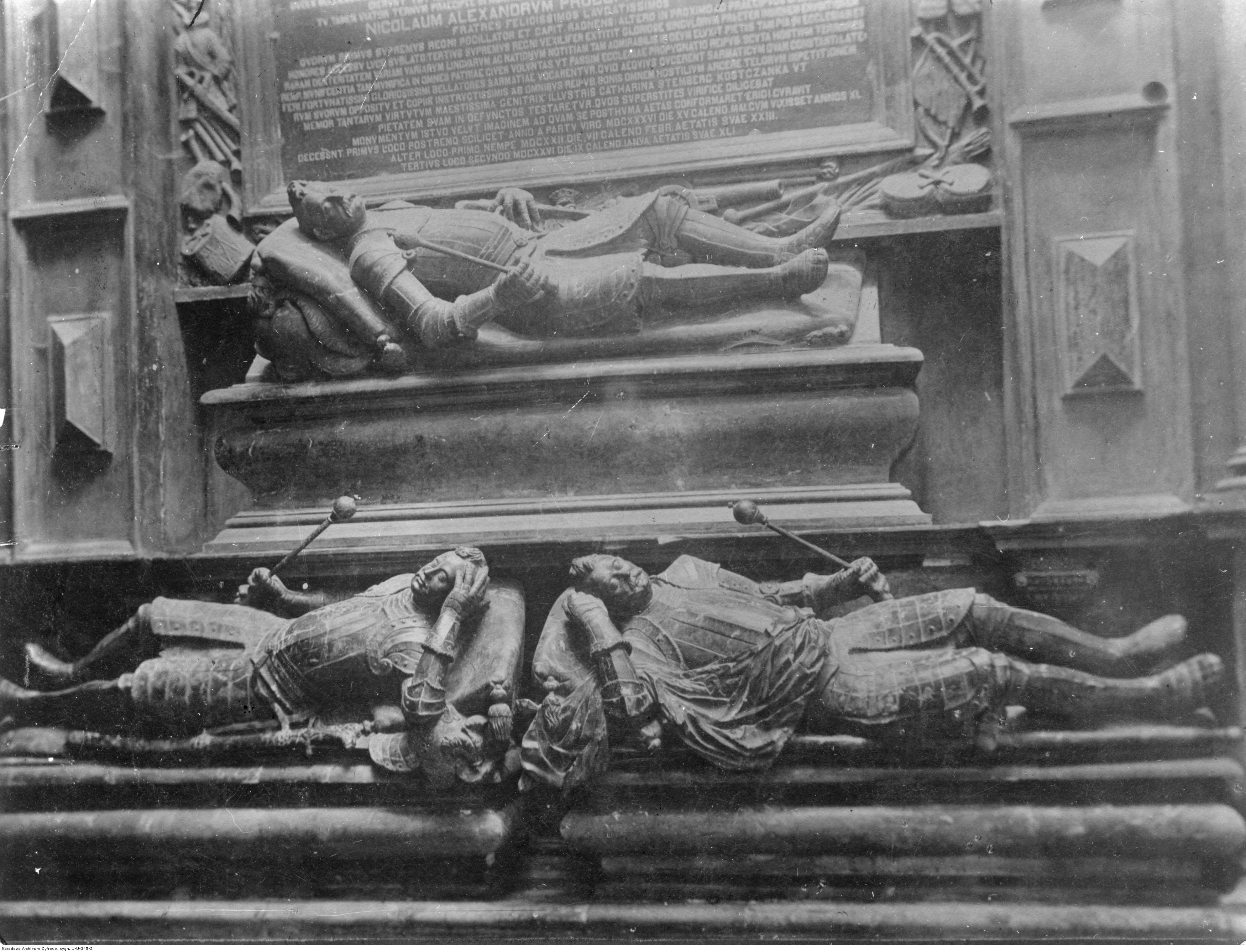
et d'Alexandre et Nikolaï.
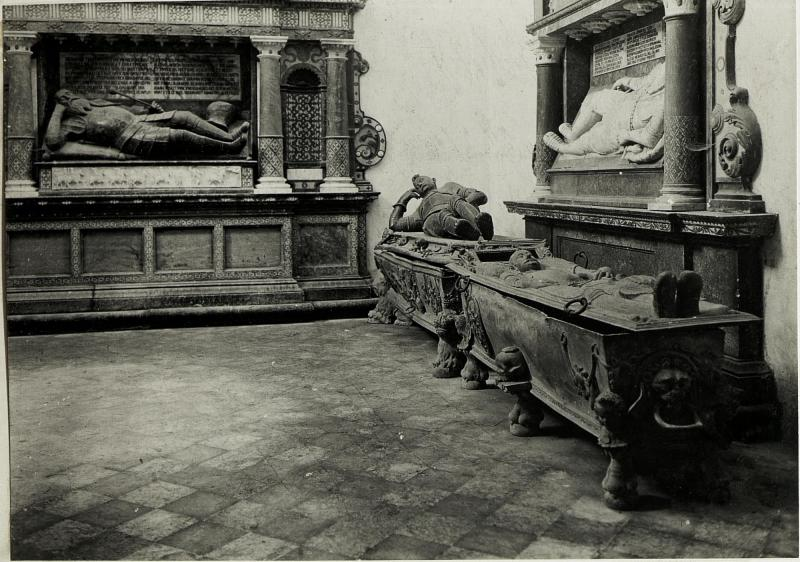
Intérieur de l'église
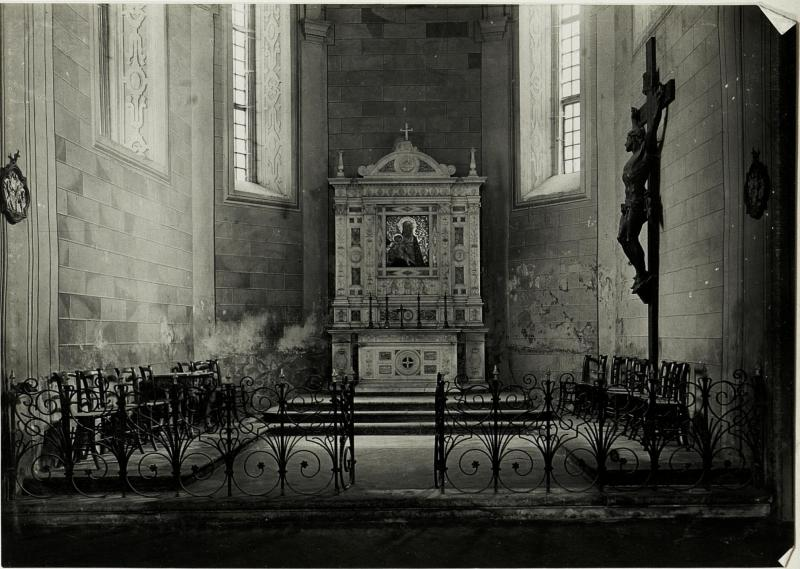
Barbara-Anna et Yuri en 1915.
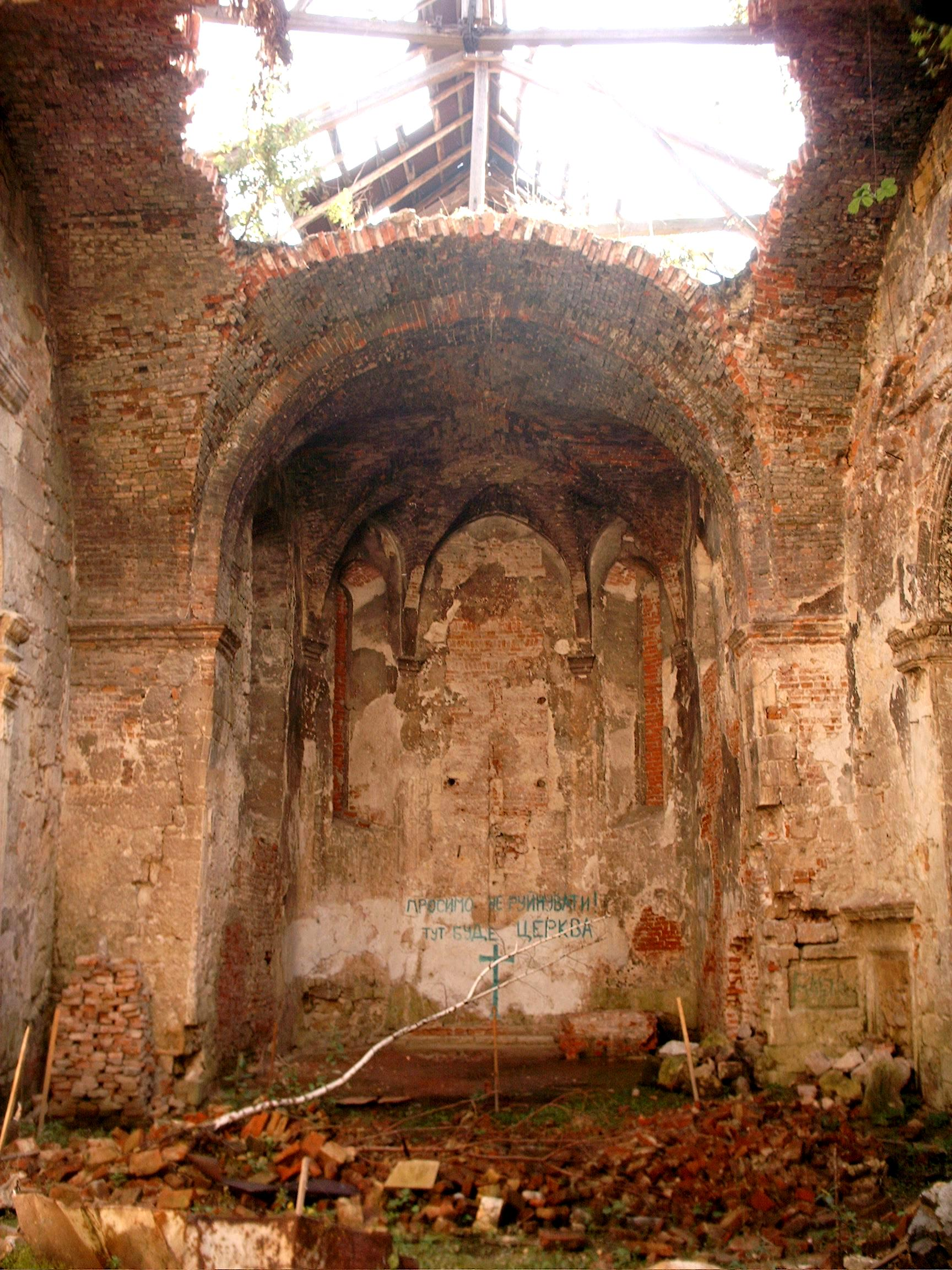
En 2004.
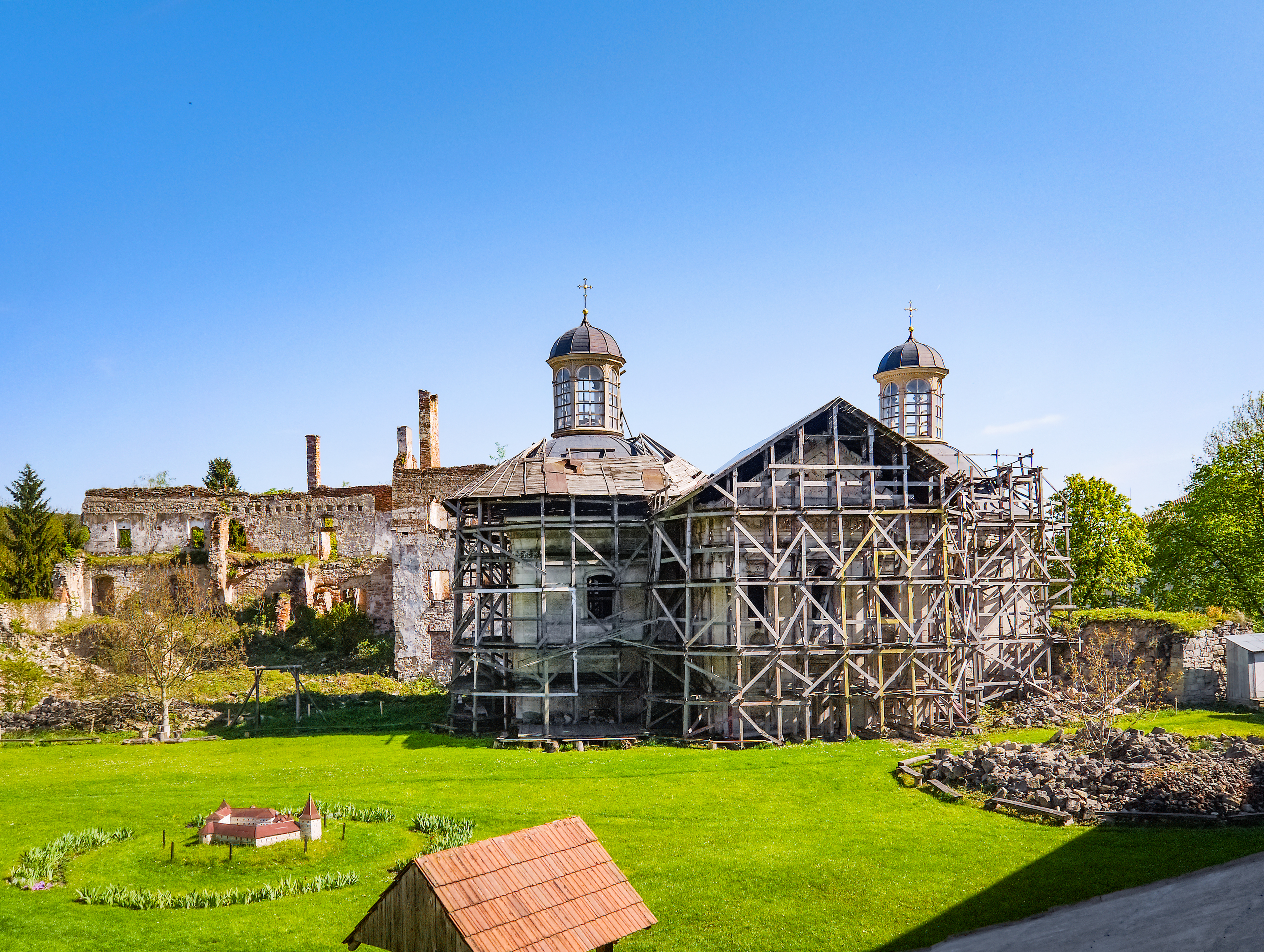
En 2019.

## Châteaux proches
- la forteresse de Kamianets ;
- le château de Kudryntsi ;
- le château de Sydoriv ;
- le château de Medjybij.

## Compléments
- Le château de Berezhany sur Commons